# Ведя (комуна, Арджеш)
Ведя (рум. Vedea) — комуна у повіті Арджеш в Румунії. До складу комуни входять такі села (дані про населення за 2002 рік):
- Ізвору-де-Жос (143 особи)
- Ізвору-де-Сус (280 осіб)
- Бедіча (157 осіб)
- Блежань (146 осіб)
- Бурецешть (160 осіб)
- Ваца (277 осіб)
- Ведя (839 осіб)
- Вецишоара (91 особа)
- Виршешть (162 особи)
- Дінкань (193 особи)
- Кіріцешть (199 осіб)
- Кіцань (327 осіб)
- Лунгань (200 осіб)
- Могошешть (74 особи)
- Продань (142 особи)
- Рецой (42 особи)
- Фата (310 осіб)
- Фретіч (332 особи)
- Чурешть (230 осіб)

Комуна розташована на відстані 122 км на захід від Бухареста, 21 км на південний захід від Пітешть, 81 км на північний схід від Крайови, 124 км на південний захід від Брашова.

## Населення
За даними перепису населення 2002 року у комуні проживали 4304 особи, усі — румуни. Усі жителі комуни рідною мовою назвали румунську.
Склад населення комуни за віросповіданням:
| Релігія       | Кількість осіб | Відсоток |
| ------------- | -------------- | -------- |
| православні   | 4299           | 99,9 %   |
| римо-католики | 2              | < 0,1 %  |
| адвентисти    | 2              | < 0,1 %  |
| лютерани      | 1              | < 0,1 %  |